# Убийцы (фильм, 1956)
«Убийцы» — советская короткометражная экранизация одноимённого рассказа американского писателя Эрнеста Хемингуэя (англ. The Killers, 1927), курсовая работа, поставленная осенью 1956 года группой студентов ВГИКа, обучавшихся в режиссёрском классе Михаила Ромма.
Основная сцена в кафе поставлена Андреем Тарковским совместно с Марикой Бейку.
Вторую сцену, в которой Василий Шукшин играл побитого боксёра, поставил Александр Гордон. Это первый из трёх короткометражных фильмов («Убийцы», «Сегодня увольнения не будет», «Каток и скрипка»), поставленных Андреем Тарковским во время его учёбы во ВГИКе. Фильм удостоился высокой оценки Михаила Ромма.

## Сюжет
Точная экранизация одноимённого рассказа. Двое наёмных убийц приезжают в маленький городок. Их жертва — боксёр Оле Андресон. Хотя он узнаёт о возможном покушении, но ничего не предпринимает, чтобы спастись.

## В ролях
- Юлий Файт — Ник Адамc, завсегдатай бара
- Александр Гордон — Джордж, бармен
- Валентин Виноградов — Эл, бандит
- Вадим Новиков — Макс, бандит
- Юрий Дубровин — первый посетитель
- Андрей Тарковский — второй посетитель
- Василий Шукшин — Оле Андресон, боксёр-швед
- Эрменгельд Коновалов — Сэм, повар

## Комментарии
1. ↑  Мария Бейку, урождённая Ферла (1925 — 24 марта 2011), родилась в Истиее в Греции. Вторая мировая война застала её студенткой Медицинской школы Афинского университета. Она присоединилась к ELAS для участия в партизанском движении. В 1945 году она вышла замуж за Георгула Бейку, высокопоставленного члена ЭАМ. В 1946 году её муж был арестован и заключён в концлагерь на острове Макронисос, но ей удалось бежать в район действия Демократической армии Греции (ДСЭ). После поражения демократических сил в 1952 году Мария эмигрировала в СССР. Сначала попала в Ташкент, а с 1954 года училась во ВГИКе, поступив в  мастерскую Михаила Ромма. Её однокашниками были Юлий Файт, Андрей Тарковский, Александр Гордон и Василий Шукшин.  Мария сняла только этот один фильм в соавторстве с Тарковским и Гордоном. Она стала близким другом Тарковского и была крёстной матерью его сына[1] Арсения. После окончания ВГИКа она работала диктором на грекоязычной московской радиостанции «Эдо Москва» (Здесь, Москва)[2]. С мужем ей удалось воссоединиться в 1961 году, когда он по аккредитации газеты «Авги» приехал в Москву. После смерти Георгула в 1975 или 1976 году Мария вернулась в Грецию, чтобы похоронить его прах. Она — автор воспоминаний «Раз уж вы меня спрашиваете, позвольте мне вспомнить...» (Кастаниотис, 2010). В конце жизни Мария Бейку сыграла в спектакле Теодороса Терзопулоса по пьесе Хайнера Мюллера «Маузер». По словам Терзопулоса, «в спектакле она выступала в роли символа»... «в её лице присутствовало Сопротивление». Вскоре она умерла от рака[1][3]